# Кристиан Шенк фон Таутенбург
Кристиан Шенк фон Таутенбург (на немски: Christian Schenk von Tautenburg; * 18 декември 1599, Дрезден; † 3 август 1640, Таутенбург) е шенк и фрайхер на Таутенбург близо до Йена, Фрауенприсниц и Долен-Требра, господар на Тона в Тюрингия.

## Произход и наследство
Той е син на Буркхард Шенк фон Таутенбург (* 19 юли 1566; † 2 септември 1605) и съпругата му Агнес фон Еверщайн от Померания (* 1576; † 27 ноември 1636), вдовица на граф Ернст VII фон Хонщайн (1562 – 1593), дъщеря на граф Лудвиг III фон Еверщайн-Наугард (1527 – 1590) и Анна фон Мансфелд-Хинтерорт († 1583). Внук е на Георг Шенк фон Таутенбург (1537 – 1579) и Магалена фон Глайхен-Рембда († 1571).
Сестра му София Шенк фон Таутенбург († 1636) се жени за граф Фридрих Алберт фон Золмс-Зоневалде и Поух (1592 – 1615) и втори път през 1618 г. за фелдмаршал граф Волфганг III фон Мансфелд-Фордерорт (1575 – 1638).
Фамилията притежава от 1427 г. също съседното господство Фрауенприсниц. Шенките фон Таутенбург купуват през 1631 г. господството Тона.
Децата му и 22-годишната му съпруга Доротея Сибила Ройс-Гера-Плауен умират на 25 ноември 1631 г. На 12 май 1638 г. дворецът му във Фрауенприсниц изгаря.
Кристиан Шенк фон Таутенбург умира на 40 години на 3 август 1640 г. в Таутенбург и е погребан на 20 септември 1640 г. във фамилната гробница в църквата във Фрауенприсниц в Саксония-Ваймар. С него измира тюрингската линия на шенките фон Таутенбург и господството е взето от Курфюрство Саксония.

## Фамилия
Кристиан Шенк фон Таутенбург се жени на 12 юни 1627 г. в Гера за Доротея Сибила Ройс-Гера-Плауен (млада линия) (* 7 октомври 1609, Гера; † 25 ноември 1631, Таутенбург), дъщеря на Хайнрих II Ройс-Гера-Плауен (1572 – 1635) и Магдалена II фон Шварцбург-Рудолщат (1580 – 1652).